# Antonio Ventura Roel del Río
Antonio Ventura Roel del Río (Santiago de Compostela, baut. 12 de agosto de 1705-Santiago de Compostela, 1767) fue un compositor, maestro de capilla y teórico musical español.

## Biografía
Antonio Ventura Roel del Río fue bautizado en Santiago de Compostela el 12 de agosto de 1705, hijo de Francisco Roel y Manuela del Río, vecinos ambos de Santiago. Musicalmente se educó en la Catedral de Santiago de Compostela, donde es mencionado como niño de coro que tocaba el órgano en 1723, posiblemente con el maestro Diego de las Muelas y con seguridad con Pedro Rodrigo, que comenzó su magisterio en Santiago en 1724.
Agustí Bruach afirma que posteriormente fue maestro de capilla del Real Convento de la Encarnación de Madrid y León Tello también afirma que pasó una temporada en la Encarnación, pero no menciona que fuese maestro de capilla. Sin embargo, investigadores que han estudiado los maestros de capilla de la Real Encarnción no mencionan a Roel como maestro de capilla, ya que en esa época eran maestros Francisco Hernández Pla (1708-1722) y Diego de las Muelas (1722-1743).
El 16 de mayo de 1730 fue nombrado maestro de capilla de la Catedral de Mondoñedo, en sucesión de Antonio Varela, que había partido para ocupar el magisterio de la Colegiata de Villafranca del Bierzo.
El 3 de noviembre de 1731 se nombró a Eugenio Merino juez de las oposiciones para el magisterio de la Catedral de Zamora. En el caso de Zamora, se exigía un examen presencial, por lo que se presentaron compositores del entorno: Toro, El Burgo de Osma, Mondoñedo, Toledo y la misma Zamora. La oposición comenzó el 31 de octubre y finalizó 17 días más tarde. El resultado fue, «en primer lugar ponían a Dn Manuel Agullón, maestro de Toro; D. Juan Martín Ramos; y D. Adrián González Gámiz, maestro de Osma; y en segundo a D. Ventura Roel y D. Juan Falcón; y en tercero a D. Juan Manuel Sanchez». El triple empate en primera posición se resolvió con una elección en el Cabildo, saliendo ganador Agullón.

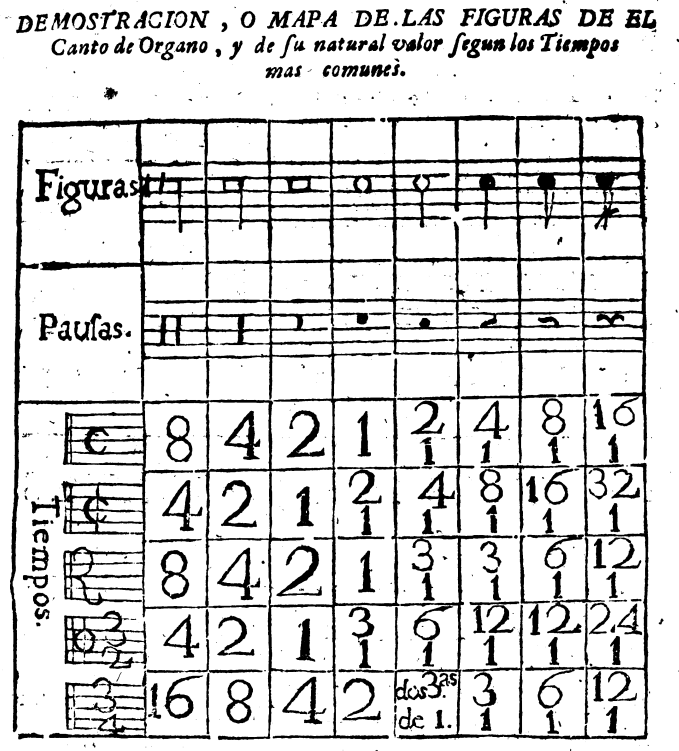
«Demostración o mapa de las figuras de el canto de órgano, y de su natural valor según los Tiempos mas comunes» de Institucion harmonica o doctrina musical theorica y practica que se trata del canto llano y de organo exactamente, y segun el moderno estilo explicado, de suerte que excusa casi de maestro, publicada en Madrid en 1748.

En 1744 quedó vacante el magisterio de la Catedral de Santiago de Compostela cuando Pedro Rodrigo Gómez partió al Monasterio de la Encarnación de Madrid. El Cabildo decidió convocar unas oposiciones a la que se presentaron diez aspirantes:
- Antonio Guadarrama, maestro de capilla de la Catedral de Orense;
- Pedro Cifuentes Mazo, organista de la Capilla Real de Madrid, que finalmente conseguiría el cargo;
- Juan Oliac y Serra, maestro de capilla de la Catedral de Ávila;
- Manuel González Gaitán, maestro de capilla de la Catedral de Segovia;
- Juan Martín Ramos, maestro de capilla de la Catedral de Salamanca;
- Manuel Agullón y Pantoja, maestro de capilla de la Catedral de Zamora;
- Antonio Ventura Roel, maestro de capilla de la Catedral de Mondoñedo, que en ese momento ya era clérigo de primera tonsura;[5]
- Francisco Hernández Illana, maestro de capilla de la Catedral de Burgos;
- Manuel Antonio López del Río, maestro de capilla de la Catedral de Lugo; y
- Manuel Paradís, maestro de capilla de la Catedral de Tuy.

Roel permanecería en el cargo en Mondoñedo hasta su fallecimiento allí en 1767.

## Obra
La principal obra teórica de Roel fue Institucion harmonica o doctrina musical theorica y practica que se trata del canto llano y de organo exactamente, y segun el moderno estilo explicado, de suerte que excusa casi de maestro, publicada en Madrid en 1748. El libro resumía la teoría y la práctica del canto llano, además de presentar la historia, tomando información de diversos teóricos, historiadores y teólogos españoles y extranjeros. A pesar de sus puntos de vista más tradicionales, en su libro, entre los ejemplos, aparecen arias recitativas y melodías de estilo Rococó, elementos mucho más modernos de lo que sus teorías harían suponer.
Posteriormente escribiría otras dos obras, respondiendo a compositores progresistas: Razón natural, i científica de la música en muchas de sus mas importantes materias: Carta a D. Antonio Rodríguez de Hita (Santiago, 1760), una respuesta al Diapasón instructivo (1757) de Hita. La segunda fue Reparos músicos, precisos a la Llave de la modulación del P. Fr. Antonio Soler (Madrid, 1764), una respuesta Satisfacción a los reparos (1765) de Soler.